# Poasonov odnos
Poasonov odnos ili Poasonov koeficijent (oznaka: υ) se određuje kao odnos poprečnog smanjenja i uzdužnog produženja nekog materijala prilikom testiranja zatezanja na kidalici. Bio bi jednak 0,5 ako se obim tela prilikom rastezanja ne bi promenio. Dobio je naziv prema Simeonu Poasonu (1781 – 1840), francuskom fizičaru i matematičaru. Ako se materijal pritiska u smeru jedne ose, onda se on širi u smeru druge dve ose.

## Poreklo
Poasonov koeficijent je mera Poasonovog efekta, fenomena u kojem materijal teži da se širi u pravcima koji su upravni na pravac kompresije. Suprotno tome, ako je materijal rastegnut, a ne komprimovan, obično ima tendenciju da se skuplja u pravcima poprečnim na smer istezanja. Uobičajeno je zapažanje kada se gumica rasteže, da postaje primetno tanja. Opet, Poasonov odnos će biti odnos relativne kontrakcije i relativnog širenja i imaće istu vrednost kao iznad. U određenim retkim slučajevima, materijal će se zapravo skupiti u poprečnom smeru kada se kompresuje (ili proširiti kada se rastegne) što će dati negativnu vrednost Poasonovog koeficijenta.
Poasonov odnos stabilnog, izotropnog, linearnog elastičnog materijala mora biti između -1,0 i +0,5 zbog zahteva da Jangov modul, modul smicanja i modul stišljivosti imaju pozitivne vrednosti. Većina materijala ima Poasonov odnos u rasponu između 0,0 i 0,5. Savršeno nestišljiv izotropni materijal deformisan elastično pri malim deformacijama imao bi Poasonov odnos od tačno 0,5. Većina čelika i krutih polimera kada se koriste u okviru svojih projektovanih granica (pre popuštanja) pokazuju vrednosti od oko 0,3, povećavajući se na 0,5 za deformaciju nakon istezanja koja se dešava uglavnom pri konstantnoj zapremini. Guma ima Poasonov odnos od skoro 0,5. Korkov Poasonov koeficijent je blizu 0, i pokazuje vrlo malo bočno širenje kada se kompresuje, a staklo je između 0,18 i 0,30. Neki materijali, npr. neke polimerne pene, origami nabori, i određene ćelije mogu da ispolje negativan Poasonov odnos i nazivaju se auksetičkim materijalima. Ako se ovi auksetički materijali rastežu u jednom pravcu, oni postaju deblji u okomitom pravcu. Nasuprot tome, neki anizotropni materijali, kao što su ugljenične nanocevi, presavijeni pločasti materijali na bazi cik-cak, i auksetični metamaterijali u obliku saća između ostalih, mogu pokazati jedan ili više Poasonovih odnosa iznad 0,5 u određenim pravcima.
Većina materijala ima Poasonov odnos u području od 0 do 0,5. Čelik i tvrdi polimeri imaju Poasonov odnos oko 0,3. Guma ima gotovo vrednost 0,5, dok za plutu iznosi 0. Za Poasonov odnos vredi: 
{\displaystyle \nu =-{\frac {d\varepsilon _{\mathrm {trans} }}{d\varepsilon _{\mathrm {axial} }}}=-{\frac {d\varepsilon _{\mathrm {y} }}{d\varepsilon _{\mathrm {x} }}}=-{\frac {d\varepsilon _{\mathrm {z} }}{d\varepsilon _{\mathrm {x} }}}}
gde je:
{\displaystyle \nu } - Poasonov odnos,
{\displaystyle \varepsilon _{\mathrm {trans} }} - poprečno (transverzalno) suženje ili skupljanje
{\displaystyle \varepsilon _{\mathrm {axial} }} - uzdužno (aksijalno) produljenje .

## Uzrok Poasonovog delovanja
Na molekularnom nivou, Poasonovo delovanje nastaje zbog malog pomicanja između molekula i istezanja molekularnih veza unutar kristala materijala, te prilagođavanja naprezanju. Kada se hemijska veza istegne u smeru sile koja je razvlači, onda se normalno na smer delovanja sile hemijske veze skraćuju. To se događa na mnogobrojnim mestima unutar kristala i tako nastaje ta pojava.

## Poasonov odnos za različite materijale
| Materiјаl         | Poasonov odnos |
| ----------------- | -------------- |
| guma              | 0,4999         |
| zlato             | 0,42–0,44      |
| zasićena glina    | 0,40–0,49      |
| magnezijum        | 0,252–0,289    |
| titanijum         | 0,265-0,34     |
| bakar             | 0,33           |
| aluminijum-legura | 0,32           |
| glina             | 0,30–0,45      |
| nerđajući čelik   | 0,30–0,31      |
| čelik             | 0,27–0,30      |
| liveno gvožđe     | 0,21–0,26      |
| pesak             | 0,20–0,455     |
| beton             | 0,1–0,2        |
| staklo            | 0,18–0,3       |
| metalično staklo  | 0,276–0,409    |
| pena              | 0,10–0,50      |
| pluta             | 0,0            |

| Materijal                       | Ravan simetrije                                       | {\displaystyle \nu _{\rm {xy}}} | {\displaystyle \nu _{\rm {yx}}} | {\displaystyle \nu _{\rm {yz}}} | {\displaystyle \nu _{\rm {zy}}} | {\displaystyle \nu _{\rm {zx}}} | {\displaystyle \nu _{\rm {xz}}} |
| ------------------------------- | ----------------------------------------------------- | ------------------------------- | ------------------------------- | ------------------------------- | ------------------------------- | ------------------------------- | ------------------------------- |
| Nomeks Struktura saća           | {\displaystyle x-y}, {\displaystyle x} = pravac trake | 0,49                            | 0,69                            | 0,01                            | 2,75                            | 3,88                            | 0,01                            |
| stakleno vlakno-epoksidna smola | {\displaystyle x-y}                                   | 0,29                            | 0,32                            | 0,06                            | 0,06                            | 0,32                            |                                 |

### Negativan Poasonov odnos materijala
Neki materijali poznati kao auksetični materijali pokazuju negativan Poasonov odnos. Kada se podvrgnu pozitivnom naprezanju u uzdužnoj osi, poprečna deformacija u materijalu će zapravo biti pozitivna (tj. dolazi do povećanja površine poprečnog preseka). Za ove materijale, to je obično usled jedinstveno orijentisanih, zglobnih molekularnih veza. Da bi se ove veze rastegnule u uzdužnom pravcu, zglobovi moraju da se „otvore” u poprečnom pravcu, efektivno ispoljavajući pozitivnu napetost. Ovo se takođe može uraditi na strukturiran način i to može dovesti do novih aspekata u dizajnu materijala kao što su mehanički metamaterijali.

## Poasonova funkcija
Pri konačnim naprezanjima, odnos između transverzalnih i aksijalnih naprezanja, {\displaystyle \varepsilon _{\mathrm {trans} }} i {\displaystyle \varepsilon _{\mathrm {axial} }}, tipično nije dobro opisan Poasonovim odnosom. Zapravo, Poasonov odnos se često smatra funkcijom primenjenog naprezanja pri režimima velikog naprezanja. U takvim slučajevima, Poasonov odnos zamenjuje Poasonova funkcija, za koju postoji nekoliko konkurentnih definicija. Tokom transverzalnog {\displaystyle \lambda _{\mathrm {trans} }=\varepsilon _{\mathrm {trans} }+1} i aksijalnog rastezanja {\displaystyle \lambda _{\mathrm {axial} }=\varepsilon _{\mathrm {axial} }+1}, pri čemu je transverzalno rastezanje funkcija aksijalne jačine (i.e., {\displaystyle \lambda _{\mathrm {trans} }=\lambda _{\mathrm {trans} }(\lambda _{\mathrm {axial} })}), najčešće su korišćene sledeće funkcije
{\displaystyle \nu ^{\mathrm {Hencky} }=-{\frac {\ln \lambda _{\mathrm {trans} }}{\ln \lambda _{\mathrm {axial} }}}}
{\displaystyle \nu ^{\mathrm {Biot} }={\frac {1-\lambda _{\mathrm {trans} }}{\lambda _{\mathrm {axial} }-1}}}
{\displaystyle \nu ^{\mathrm {Green} }={\frac {1-\lambda _{\mathrm {trans} }^{2}}{\lambda _{\mathrm {axial} }^{2}-1}}}
{\displaystyle \nu ^{\mathrm {Almansi} }={\frac {\lambda _{\mathrm {trans} }^{-2}-1}{1-\lambda _{\mathrm {axial} }^{-2}}}}

## Primena
Poasonov odnos ima najveći uticaj na protok fluida pod velikim pritiscima. Kada je fluid unutar cevi pod velikim pritiskom, cev se širi. Zbog Poasonovog delovanja dolazi do povećanja prečnika cevi, a po dužini cevi se primetno skraćuju, što može da utiče na spoj cevi, te naprezanja u spoju mogu dovesti do oštećenja ili deformacije, a ponekad i do loma materijala.
Pluta se upotrebljava kao čep za boce upravo iz razloga što je njen Poasonov odnos jednak 0. Deo plute koji je već u grlu boce, neće vršiti naprezanje na deo plute koji je izvan grla boce, pa se lagano može dalje pluta utisnuti, budući da treba savladati samo silu trenja. Kada bi čep bio od gume, deo koji je unutar grla boce bi stvorio veliku silu, pa bi utiskivanje takvog čepa bilo izuzetno teško.

## Literatura
- Gorodtsov, V.A.; Lisovenko, D.S. (2019). „Extreme values of Young's modulus and Poisson's ratio of hexagonal crystals”. Mechanics of Materials (на језику: енглески). 134: 1—8. S2CID 140493258. doi:10.1016/j.mechmat.2019.03.017.
- Rahemi, Reza; Li, Dongyang (април 2015). „Variation in electron work function with temperature and its effect on the Young's modulus of metals”. Scripta Materialia. 99 (2015): 41—44. Bibcode:2015arXiv150308250R. S2CID 118420968. arXiv:1503.08250 . doi:10.1016/j.scriptamat.2014.11.022.
- „Aluminum, Al”. MatWeb. Приступљено 7. 5. 2021.
- Weast, Robert C. (1981). CRC Handbook of Chemistry and Physics (62nd изд.). Boca Raton, FL: CRC Press. ISBN 978-0-84-930740-9. doi:10.1002/jctb.280500215.
- Ross, Robert B. (1992). Metallic Materials Specification Handbook (4th изд.). London: Chapman & Hall. ISBN 9780412369407. doi:10.1007/978-1-4615-3482-2.
- Nunes, Rafael; Adams, J. H.; Ammons, Mitchell;  . (1990). Volume 2: Properties and Selection: Nonferrous Alloys and Special-Purpose Materials (PDF). ASM Handbook (10th изд.). ASM International. ISBN 978-0-87170-378-1.
- Nayar, Alok (1997). The Metals Databook. New York, NY: McGraw-Hill. ISBN 978-0-07-462300-8.
- Lide, David R., ур. (1999). „Commercial Metals and Alloys”. CRC Handbook of Chemistry and Physics (80th изд.). Boca Raton, FL: CRC Press. ISBN 978-0-84-930480-4.
- Azuri, Ido; Meirzadeh, Elena; Ehre, David;  . (9. 11. 2015). „Unusually Large Young's Moduli of Amino Acid Molecular Crystals” (PDF). Angewandte Chemie (International изд.). Wiley. 54 (46): 13566—13570. PMID 26373817. S2CID 13717077. doi:10.1002/anie.201505813 — преко PubMed.
- Adler-Abramovich, Lihi; Kol, Nitzan; Yanai, Inbal;  . (17. 12. 2010). „Self-Assembled Organic Nanostructures with Metallic-Like Stiffness”. Angewandte Chemie (International изд.). Wiley-VCH (објављено 28. 9. 2010). 49 (51): 9939—9942. PMID 20878815. S2CID 44873277. doi:10.1002/anie.201002037.
- Kol, Nitzan; Adler-Abramovich, Lihi; Barlam, David;  . (8. 6. 2005). „Self-Assembled Peptide Nanotubes Are Uniquely Rigid Bioinspired Supramolecular Structures”. Nano Letters. Israel: American Chemical Society. 5 (7): 1343—1346. Bibcode:2005NanoL...5.1343K. PMID 16178235. doi:10.1021/nl0505896 — преко ACS Publications.
- Niu, Lijiang; Chen, Xinyong; Allen, Stephanie;  . (6. 6. 2007). „Using the Bending Beam Model to Estimate the Elasticity of Diphenylalanine Nanotubes”. Langmuir. American Chemical Society. 23 (14): 7443—7446. PMID 17550276. doi:10.1021/la7010106 — преко ACS Publications.